# Wapen van Oirschot

Wapen van de gemeente Oirschot (sinds 1997)

Het huidige wapen van Oirschot werd bij Koninklijk Besluit op 26 juni 1997 aan de gemeente Oirschot toegekend. Het was het derde wapen van de gemeente sinds de oprichting.

## Geschiedenis
Het eerste wapen is het wapen van Brabant-Limburg, maar met verkeerde kleuren en de verkeerde leeuw voor Limburg. De heerlijkheid Oirschot was een leen met twee heren, de hertog van Brabant en een zgn halfheer. Op de oude zegels zijn hangende aan een struik, twee schildjes naast elkaar geplaatst, een voor elke heer. De struik werd in later tijden een eik. In 1815 werd het wapen aangevraagd met de boom en 2 bijschildjes, namelijk links het wapen van baron Sweerts de Landas (de laatste heer) en rechts Brabant-Limburg, met de vermelding dat het rechtse wapen het eigenlijke wapen van Oirschot was. Alleen het rechtse wapen werd door de Hoge Raad van Adel bevestigd. Om onduidelijke redenen werden de leeuwen als die van Holland-Henegouwen uitgevoerd.
In 1970 werd het wapen gewijzigd in een schild met de correcte kleuren en leeuwen voor Brabant-Limburg (die van Limburg met een kroon en een dubbele staart), met als hartschild het wapen van het geslacht Merode, halfheren van 1410 tot 1672, en het belangrijkste van de verschillende families van halfheren.
Toen bij een gemeentelijke herindeling in 1997 de gemeente Oost- West- en Middelbeers aan Oirschot werd toegevoegd, werden de Limburgse leeuwen in het wapen vervangen door een eik (als oud symbool voor Oirschot) en de drie baarzen ("beersen") van de gemeente Oost- West- en Middelbeers. Het hartschild verviel.

## Blazoen

### Wapen van 1819

Wapen van de gemeente Oirschot (1819 - 1970)

De beschrijving van het wapen van Oirschot dat op 28 juli 1819  werd bevestigd, luidt als volgt:
Gevierendeeld: het eerste en vierde van goud, beladen met een zwarte klimmende leeuw en het tweede en derde mede van goud, beladen met een roode klimmende leeuw.
N.B.:
- De heraldische kleuren zijn keel (rood), sabel (zwart) en goud (geel)

### Wapen van 1970

Wapen van de gemeente Oirschot (1970 - 1997)

De beschrijving van het wapen dat op 20 juni 1962 werd toegekend, luidt als volgt:
Gevierendeeld : I en IV in sabel een leeuw van goud, getongd en genageld van keel, II en III in zilver een dubbelstaartige leeuw van keel, gekroond en genageld van goud. Hartschild: in goud 4 palen vaan keel en een uitgeschulpte schildzoom van azuur. Het schild gedekt met een gouden kroon van 3 bladeren en 2 paarlen.
N.B.:
- De heraldische kleuren van het wapen zijn: sabel (zwart), keel (rood), goud (geel) en azuur (blauw).

### Wapen van 1997
De beschrijving van het wapen dat op 26 juni 1997 werd toegekend, luidt als volgt:
Gevierendeeld: I en IV in sabel een leeuw van goud, getongd en genageld van keel; II in zilver een uitgerukte eikenboom van sinopel; III in zilver drie boven elkaar geplaatste baarzen van azuur. Het schild gedekt met een gouden kroon van drie bladeren en twee parels.
N.B.:
- De heraldische kleuren van het wapen zijn: sabel (zwart), keel (rood), goud (geel), zilver (wit), sinopel (groen) en azuur (blauw).

## Verwante wapens
De volgende wapens zijn verwant aan ten minste een van de wapens die Oirschot heeft gevoerd:

Wapen van de Sint-Petrusbasiliek
Het wapen van het hertogdom Brabant
Het wapen van het hertogdom Limburg
Jan III van Brabant, Brabant-Limburg
Het wapen van Oost-, West- en Middelbeers
Wapen van Bernard Van Merode